# Kleo Finč
Dr Kleo Finč je izmišljena lekarka u televizijskoj seriji Urgentni centar od 6. do 8. sezone (1999−02). Tumačila ju je glumica Majkl Mišel.

## Život u Opštoj
Dr Finč je uvedena na početku 6. sezone kao iskusna mlada pedijatrijska saradnica u Opštoj. Prikazana je kao marljiva i pametna lekarka koja je često trčala do posla. Dr Finč je preuzela većinu priča iz praznine koju su napravili odlasci Džordža Klunija i Marije Belo (koji su tumačili pedijatre Daga Rosa i Anu Del Amiko) i prikazana je kao opšte sposobna lekarka. Bilo joj je malo teško početkom 6. sezone kad ju je ometala glasna, malo odvratna devojčica pa nije dijagnostikovala trovanje gvožđem koje je dovelo do devojčicine smrti. Kasnije te godine, u epizodi „Kako je Finčova ukrala Božić”, Kleo je odvojila mladog pijanca od njegove majke pijanice zbog koje je on počeo da pije tokom praznika. Kada nije bilo hirurga da izvede otvaranje trbušne duplje bolesniku na samrti posle izbadanja u Urgentnom centru, dr Finč je izvela hitno otvaranje pluralne duplje kako bi uravnotežila bolesnka dok ne nađu hirurga. Prvo ju je dr Piter Benton, njen tadašnji dečko, kaznio, ali se kasnije izvinio jer se sekirao dok je radio operaciju na svom drugu Džonu Karteru koji je bio žrtva izbadanja. Kleo je jedva odgovorila i izgledala je potpuno zatečeno i tužno pa ju je Piter pitao šta je bilo, a ona mu je slomljeno rekla šta je bilo sa Lusi Najt. Izgledala je kako da joj je nejasno smetalo kad se dr Karter vratio u Opštu posle odlaska na odvikavanje od prepisanih lekova između 6. i 7. sezone pa je na kratko postala besna zbog nekih teškoća za koje je osećala da su rodno pobuđene tokom 7. sezone, ali te priče se nisu dugo zadržale.

## Odnosi
Tokom 6. sezone, Kleo je počela da se zabavlja sa dr Piterom Bentonom. Dobro se slagala i sa Piterovim gluvonemim sinom Risom i zadivila Pitera poznavanjem znakovnog jezika. Kleo se često sukobljavala sa Risovom majkom Karlom koja je gledala na Kleo kao da se meša u porodične odluke i takođe je neuspešno pokušala da zavede Pitera. Dok je bio kod Kleo, Ris je slučajno povredio ruku klavirom što je dovelo do toga da Karla tvrdi da je ona nepoverljiva i neodgovorna. Kleina veza sa Piterom se takođe zategla jer je Piter osećao da Kleo dvorodna pozadina sprečava da razume zdravstvene i kulturne potrebe crnačke zajednice. Uprkos teškoćama, Kleo i Piter su ostali zajedno pa je Kleo pomogla Piteru tokom teške borbe za starateljstvo sa Karlinim suprugom Rodžerom posle njene smrti. Kleo je svedočila da se nadala da će igrati važnu ulogu i u Piterovom i u Risovom životu.

## Sezona 8 i posle
U 8. sezoni, Kleo je napustila Opštu zbog posla u ličnoj bolnici blizu Čikaga. Kad je kasnije u sezoni dobio borbu za starateljstvo nad Risom, i Piter je napustio Urgentni centar kako bi radio u istoj bolnici sa Kleo. Njihovo poslednje stalno pojavljivanje je bilo u epizodi "Biću kući za Božić" tokom koje je prikazano kako pomažu Risu da okiti jelku.
Majkl Mišel se ponovo pojavila u svojoj ulozi dr. Kleo Finč tokom 8. sezone u epizodi "Na plaži" na sahrani dr. Marka Grina zajedno sa dr. Bentonom.
U 15. sezoni u epizodi "Knjiga o Ebi", dugogodišnja bolničarka Hejle Adams pokazuje odlazećoj Ebi Lokhart ormarića gde su svi bivši lekazi i zaposleni ostavili značke sa svojim imenima. Među njima se i značka sa prezimenom "Finč" vidi.
Kasnija pojavljivanja dr. Bentona u 15. sezoni ukazala su da su se Piter i Kleo venčali i da zajedno gaje Risa. Mišelova se nija pojavila ni u jednoj od tih epizoda.